# Tangermünder Tor
Das Tangermünder Tor ist eines von zwei erhaltenen Stadttoren Stendals. Es wurde als Teil der Stendaler Wehranlage im 13. Jahrhundert erbaut und ist das älteste Torgebäude einer Stadtbefestigung in Norddeutschland. Es steht nur noch der Turm des Haupttores.

## Lage
Das Tangermünder Tor, ursprünglich Teil des Südwalls der Stadtbefestigung, liegt am Ende der Straße Schadewachten am südöstlichen Rand der Altstadt.

## Geschichte

### Namensgebung
Durch das Tor führt die Straße über die Uchte zur südöstlich gelegenen Stadt Tangermünde an der Elbe.

### Entstehung
Stendal hatte im Mittelalter eine durchgängige Stadtmauer mit vier Stadttoren und mehreren Türmen. Sie waren vor der letzten Stadtpest 1682 noch in Gebrauch. Erst ab 1718 begann deren Abbruch.
Da das Bauwerk am Ende des früheren Dorfes Schadewachten steht, wird angenommen, dass der Unterbau des Tores erst im frühen 13. Jahrhundert begonnen wurde, als der Schadewachten mit der Stadt vereinigt wurde.
Der Weg zum Tor führte am äußeren Wall an einem steinernen Rundturm vorbei zu einem Wachthäuschen. Erst 1872 wurde die Brücke über die Uchte verbreitert, mit steinernen Fußsteigen und einem Geländer versehen. Wälle und Mauern wurden durchbrochen und niedergelegt. Die Querschnitte des durchbrochenen Erdwalles wurden mit je einer gotisierenden
Mauer abgefangen. Das Zoll-Wachhaus Im Tangermünder Tor 1 wurde 1937 abgerissen.

### Erhaltung
In der zweiten Hälfte der 1980er Jahre wurde das Tangermünder Tor zuletzt umfangreich restauriert und der Öffentlichkeit zugänglich gemacht.

### 20. Jahrhundert

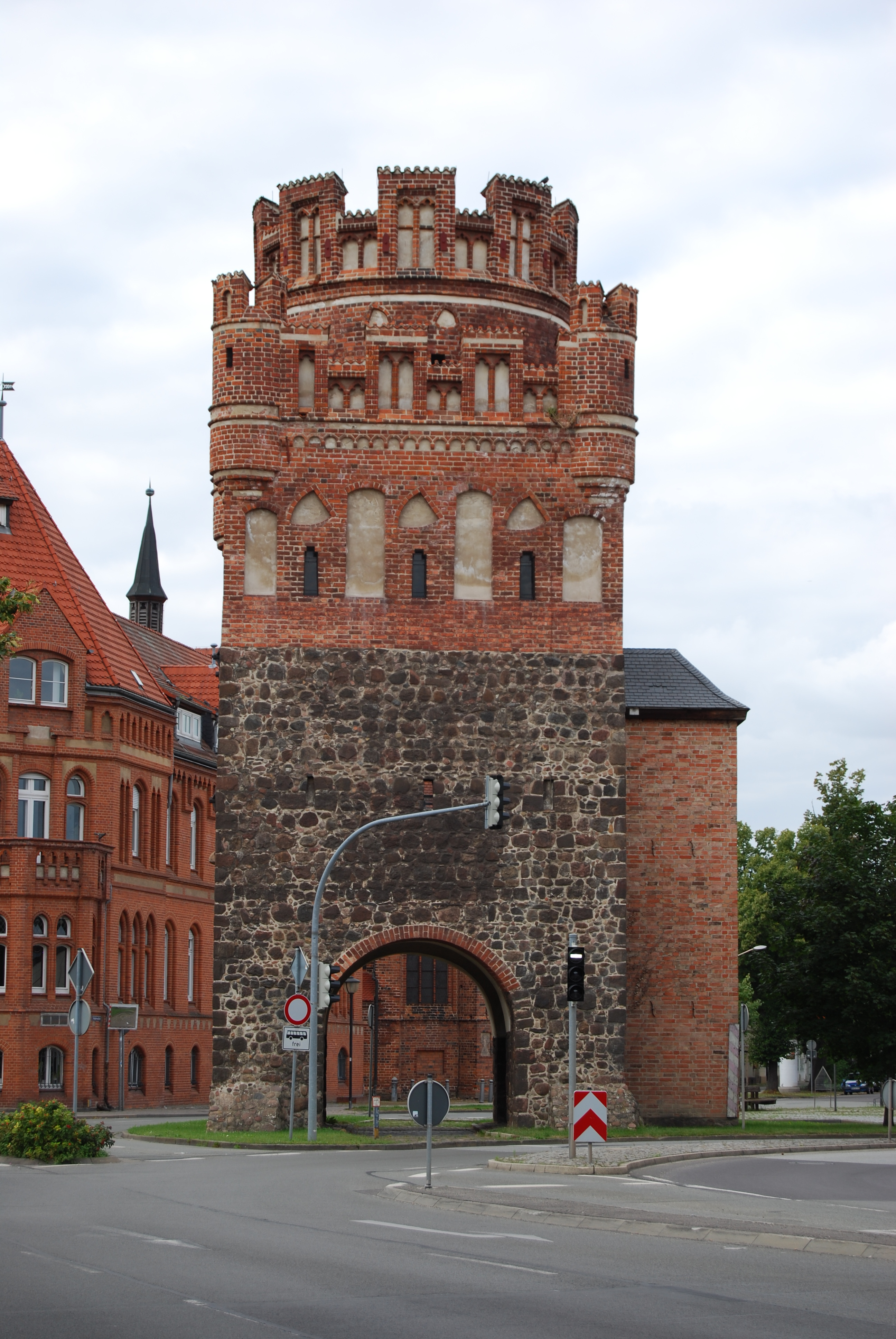
Ansicht vom Süden (Feldseite)

Mitte April 1945 wurden auf dem Tangermünder Tor, auf den Kirchtürmen und aus den Wohnhäusern der Stadt die weißen Fahnen der Kapitulation mehrmals gehisst und wieder eingezogen, da die SS unter Androhung von Terrormaßnahmen verlangte, dass die weißen Fahnen wieder eingezogen wurden.

## Heutige Nutzung
Um einen Zugang zum Turm zu ermöglichen, wurde ab 1987 ein denkmalpflegerisch umstrittener Ziegelanbau errichtet. Im Jahr 2017 wurde beschlossen, eine Beleuchtung in das Tor einzubauen und die Pferdebahn des Traditionsvereins „10. Husarenregiment“, in der Durchfahrt unterzustellen. 2018 wurde eine Satzung veröffentlicht, die eine kostenpflichtige Turmbesichtigung und -besteigung regelt. Im Sommer 2022 wurde die Beleuchtung bis auf weiteres abgeschaltet.

## Beschreibung
Das romanische feldsteinerne Sockelgeschoss mit Rundbogendurchfahrt ist als Fundament eines spätgotischen Backsteinaufbaus erhalten und gut erkennbar. Der Aufbau mit zinnenbesetzter Plattform, einem runden Turmaufsatz und vier Ecktürmchen wurde um 1440 errichtet und diente, genau wie beim Uenglinger Tor, repräsentativen Zwecken. 
Ursprünglich konnte der Torturm nur über den Wehrgang der Stadtmauer begangen werden. Nach Abtragung von Stadtmauer und Wall befand sich der Zugang somit in beträchtlicher Höhe. 

## Rezeption

### Sage – Mord am Ünglinger Tor
Hanns H. F. Schmidt schuf 1994 eine Nacherzählung einer Sage zu den Stendaler Stadttoren.
Der alte Baumeister des Tangermünder Tores hatte einen Schüler, der fleißig arbeitete und lernte. Als das Uenglinger Tor errichtet werden sollte, schlug er seinen Schüler als Baumeister vor. Mit Entsetzen musste er später feststellen, dass der Schüler ein prächtigeres Tor geschaffen hatte. Das konnte der alte Baumeister nicht ertragen und erschlug den Schüler nach Vollendung des Tores mit einem Hammer.